# Nguyen Ngoc Tu
Nguyen Ngoc Tu, född 1976 i byn Tan Duyet vid Mekongflodens delta, är en vietnamesisk författare.
Hon debuterade vid 24 års ålder som novellförfattare och har givit ut både romaner och novellsamlingar. Den långa novellen Fält utan slut, titelberättelse i en novellsamling från 2005, filmatiserades i Vietnam år 2010. Hon räknas till de främsta författarna i sin generation och har tilldelats flera både nationella och internationella priser.